# Escamps (Yonne)
Escamps – miejscowość i gmina we Francji, w regionie Burgundia-Franche-Comté, w departamencie Yonne.
Według danych na rok 1990 gminę zamieszkiwało 685 osób, a gęstość zaludnienia wynosiła 31 osób/km² (wśród 2044 gmin Burgundii Escamps plasuje się na 347. miejscu pod względem liczby ludności, natomiast pod względem powierzchni na miejscu 372.).